# Az-Zarqali
az-Zarqali, vollständig Abu Ishaq Ibrahim ibn Yahya an-Naqqasch az-Zarqali (arabisch أبو إسحاق إبراهيم بن يحيى النقاش الزرقالي, DMG Abū Isḥāq Ibrāhīm bin Yaḥyā an-Naqqāš az-Zarqālī; häufig auch als an-Naqqash oder an-Naqqash bzw. als al-Zarqali transkribiert), im lateinischsprachigen Europa Arzachel und in spanischer und italienischer Sprache Azarquiel (* 1029 in Toledo; † 1087 in Sevilla), war ein führender arabischer Mathematiker und der herausragendste Astronom seiner Zeit.
Er arbeitete in Toledo, das seine Blütezeit als Tolaitola unter den Mauren sowie während des Kalifats von Córdoba erlebt hatte. Zu az-Zarqalis Zeit war es die Hauptstadt der Taifa der Dhun-Nuniden, bis es am 25. Mai 1085 von Christen unter Alfons VI. erobert wurde. Nach dieser Reconquista emigrierte az-Zarqali nach Sevilla, wo er auch starb.

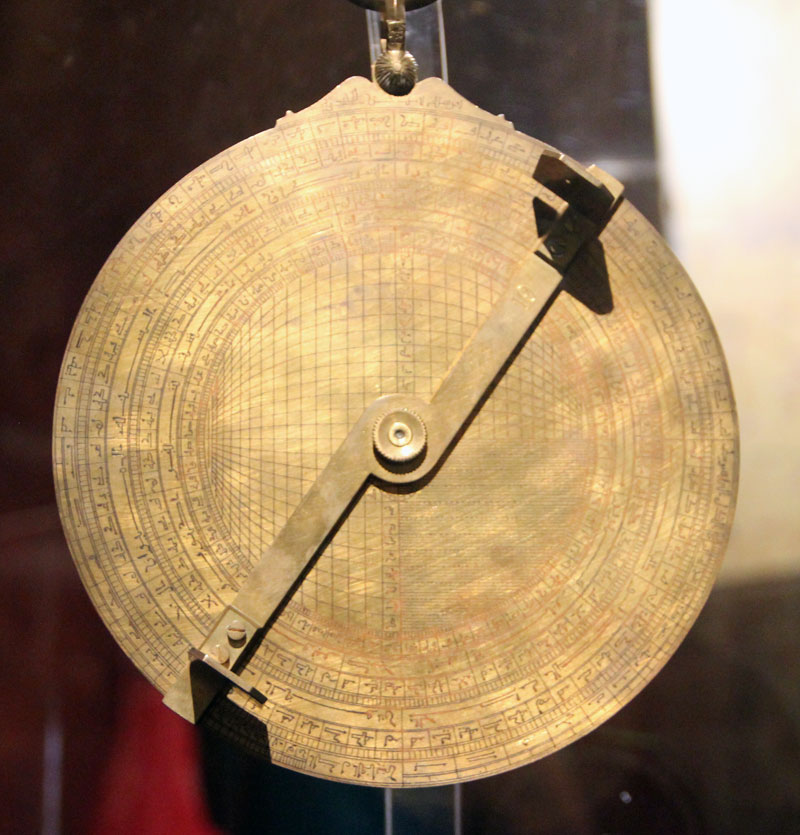
Von az-Zarqali konstruiertes Astrolabium

az-Zarqali kombinierte theoretisches Wissen mit technischem Können und schuf so astronomische Präzisionsinstrumente. Er konstruierte unter anderem ein flaches Astrolabium, das an jedem Breitengrad genutzt werden konnte, und eine Wasseruhr, die Tages- und Nachtstunden und den Tag des Mondmonats anzeigen konnte.
Damit war er in der Lage, die geografischen Daten des Ptolemäus, insbesondere die Ausdehnung des Mittelmeers, zu korrigieren. az-Zarqali konnte auch als erster an der Erdbahn die Bewegung der Apsis (die beiden Hauptscheitel einer annähernd elliptischen Umlaufbahn eines Planeten) relativ zu den dahinterliegenden Fixsternen mit Zahlen belegen. Seine Berechnung der Apsidendrehung kam dem exakten Wert von heute bemerkenswert nahe.
az-Zarqali trug auch wesentlich zu den bekannten Toledaner Tafeln bei, einer Zusammenstellung astronomischer Daten bis dahin ungekannter Genauigkeit. Auch sein eigener „Almanach“ war sehr bekannt und versetzte in die Lage, den Tag zu bestimmen, an dem der koptische, römische, persische oder der „tatsächliche“ Mondmonat beginnt. Besonders für die später aufkommende Hochseeschifffahrt waren seine Tabellen zur Vorhersage der Sonnen- und Mondekliptik und zur Berechnung des Breiten- und Längengrades von großer Bedeutung.
Das Werk az-Zarqalis wurde von Gerhard von Cremona (1114–1187), der dazu nach Toledo kam, ins Lateinische übersetzt und so in ganz Europa bekannt. Dies trug wesentlich zur Wiedergeburt der wissenschaftlichen, auf Mathematik basierenden, Astronomie im christlichen Abendland des 12. Jahrhunderts bei. Durch die vielen verschiedenen Sprachen (Hochsprachen wie Hocharabisch, Hebräisch, Lateinisch und Volkssprachen wie Arabisch–Andalusisch, Romanisch-Kastilisch) wurde Toledo im 12. und 13. Jahrhundert ein bedeutendes Zentrum für die Übersetzung arabischer Schriften ins Lateinische und Romanische. Noch vier Jahrhunderte später betonte Nicolaus Copernicus, wie viel er áz-Zarqali für seine Arbeiten zu verdanken habe und zitierte ihn in dem bahnbrechenden Werk De revolutionibus orbium coelestium.
Nach az-Zarqali wurde der Krater Arzachel auf dem Mond benannt, der nahe der Mondmitte liegt und einen Durchmesser von 96 km besitzt – siehe Liste der Mondkrater.